# Funkcionalna hrana
Funkcionalna hrana je hrana koja osim svoje osnovne funkcije (prehrana organizma) ima dokazane zdravstvene prednosti koje smanjuju rizik od određenih kroničnih bolesti ili ima ciljane blagotvorne učinke izvan svojih osnovnih prehrambenih uloga.
Pojam se prvi put pojavio u Japanu 1984.godine. Zakonska regulativa za funkcionalnu hranu je uvedena u Japanu godine 1991. i hrana koja zadovoljava ove zakonske kriterije se naziva "Hrana za specifičnu zdravstvenu namjenu".

## Vanjske poveznice
- Funkcionalna hrana Hrvatska tehnička enciklopedija, portal hrvatske tehničke baštine. LZMK